# Stilohal
De Stilohal was een sporthallencomplex in de Nederlandse stad Zwolle. De Stilohal werd gebouwd in 1967. Het werd onder andere gebruikt als evenementenlocatie, (top-)sporthal en examenlocatie voor rij-opleidingen. De hal werd gebruikt voor professionele wedstrijden door Landstede Basketbal en Landstede Volleybal/VCZ. Begin 2023 is besloten om de sporthal en tussenliggende gebouwen te slopen, met uitzondering van het kegelhuis. Na aanhoudende vernielingen en brandstichtingen in het verlaten gebouw is eind 2023 begonnen met de sloop van alle opstallen. De sloop zal tot begin 2024 duren. Na de sloop zullen er woningen op het terrein worden gebouwd.